# Munții Scorpiei
Munții Scorpiei (Drakensberg) (Africanii spun : "Muntele Dragonului") este cel mai mare lanț de munți, în Africa de Sud, ajungând până la 3482 m în înălțime (Thabana Ntlenyana). În Zulu, este menționată ca uKhahlamba, și în Sesotho ca Maluti (de asemenea se mai spune și Maloti). Geologic, lanțul seamănă cu Munții Simien din Etiopia.

## Locația
Lanțul este situat in partea de est a Africii de Sud și se desfășoară pe o distanță de 1000 de kilometri de la sud-vest la nord-est. Munții sunt străbătuți in vest râurile Orange și Vaal și în partea de est și sud, de către un număr mai mic de râuri, Tugela fiind cea mai mare. Lanțul separă Provincia KwaZulu-Natal de Provincia Free State.
Un ghid din Munții Scorpiei descrie coasta ca fiind "paralelă cu coasta de sud-est a Africii de Sud de la provincia de Nord-Est la Cape." În vecinătatea Castelului Giant oscilează la sud-vest și intră în Capul de Est ", impărțindu-se acolo în lanțurile separate : Stormberg, Bamboes, Suurberg, Nieuveld și Komsberg.

## Fauna
Zona Drakensberg este "habitatul a 299 de specii de păsări înregistrate", care reprezintă "37% din toate speciile aviare ne-marine din Africa de Sud".

## Galerie de imagini

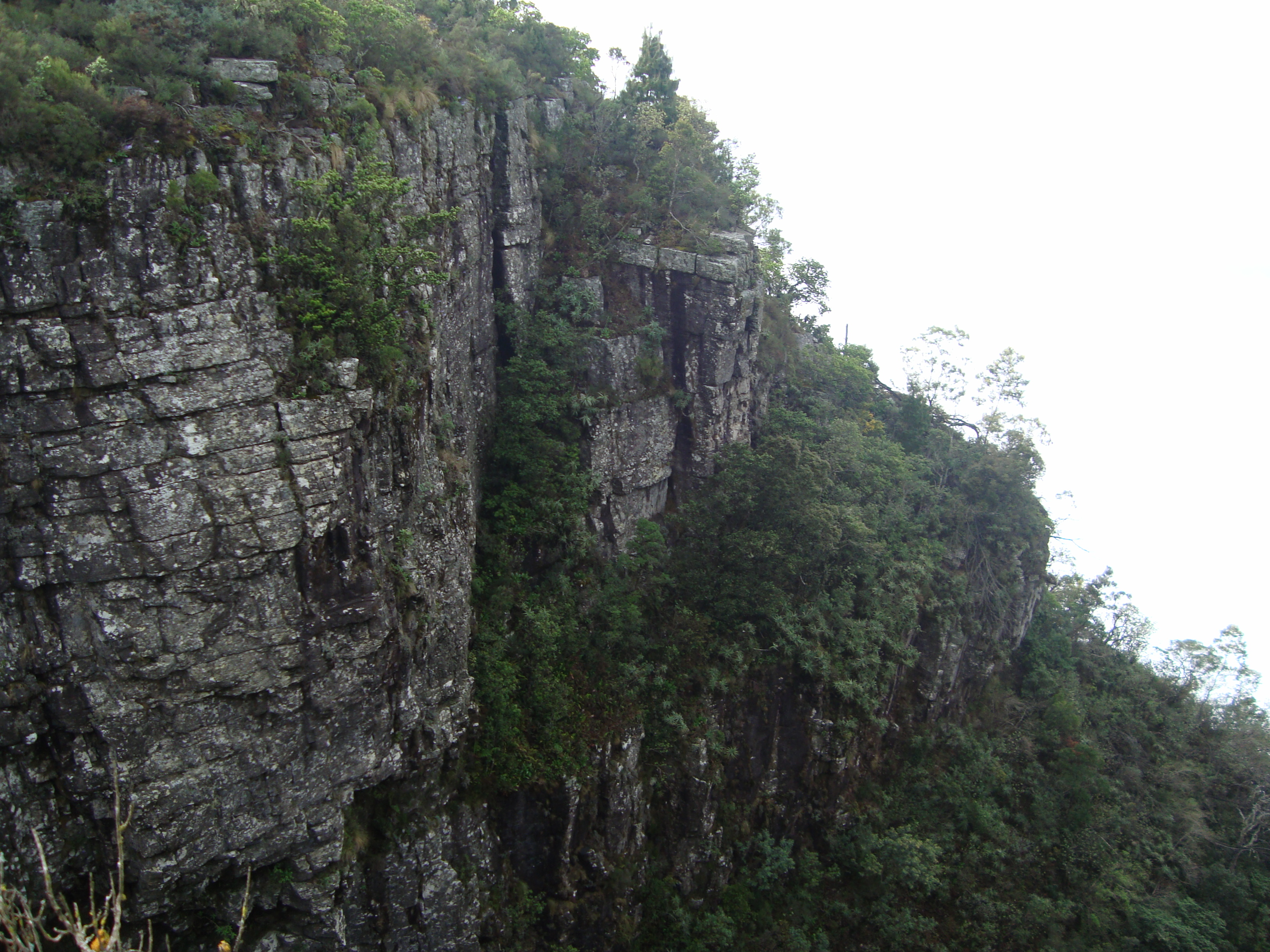
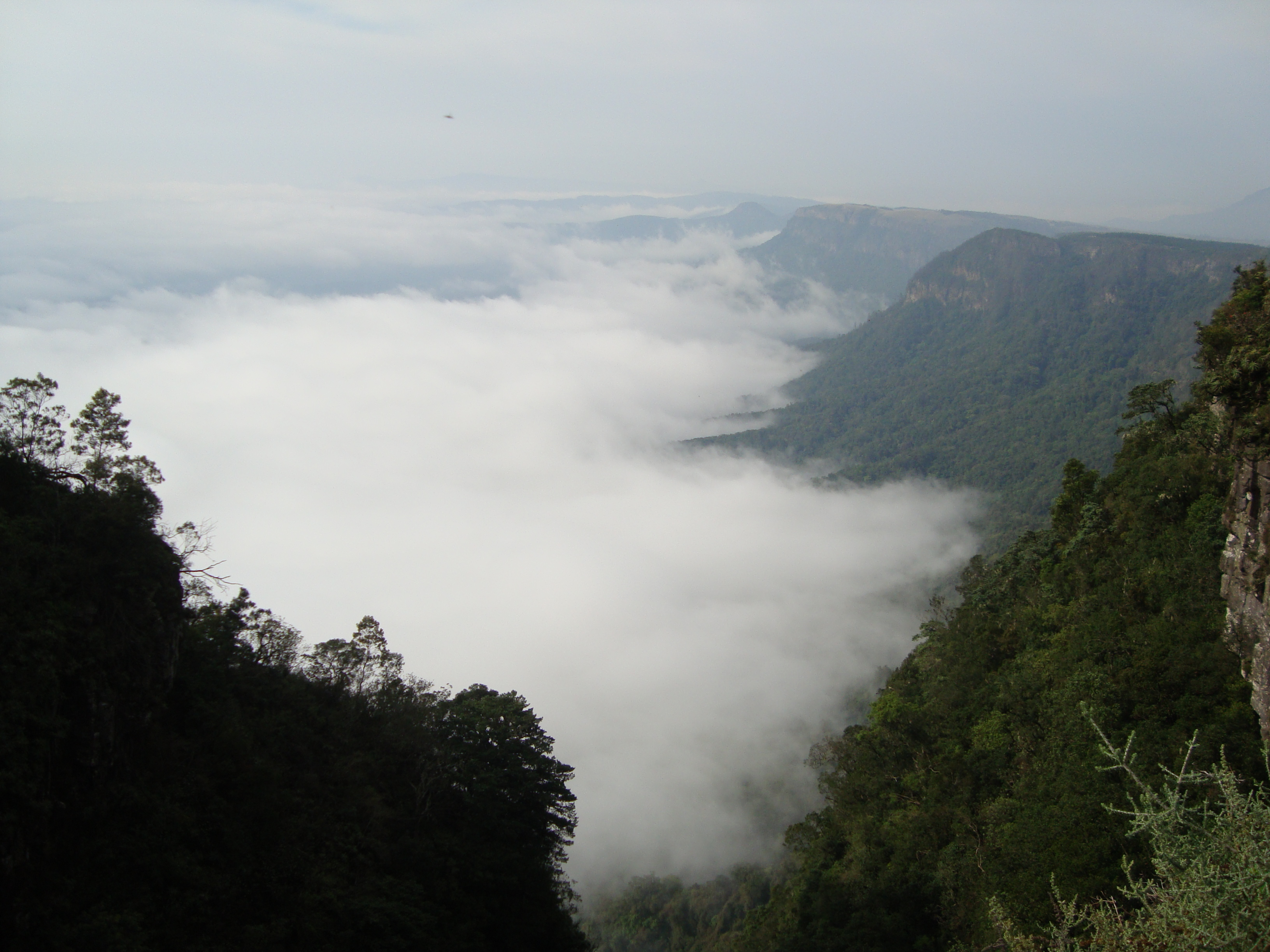
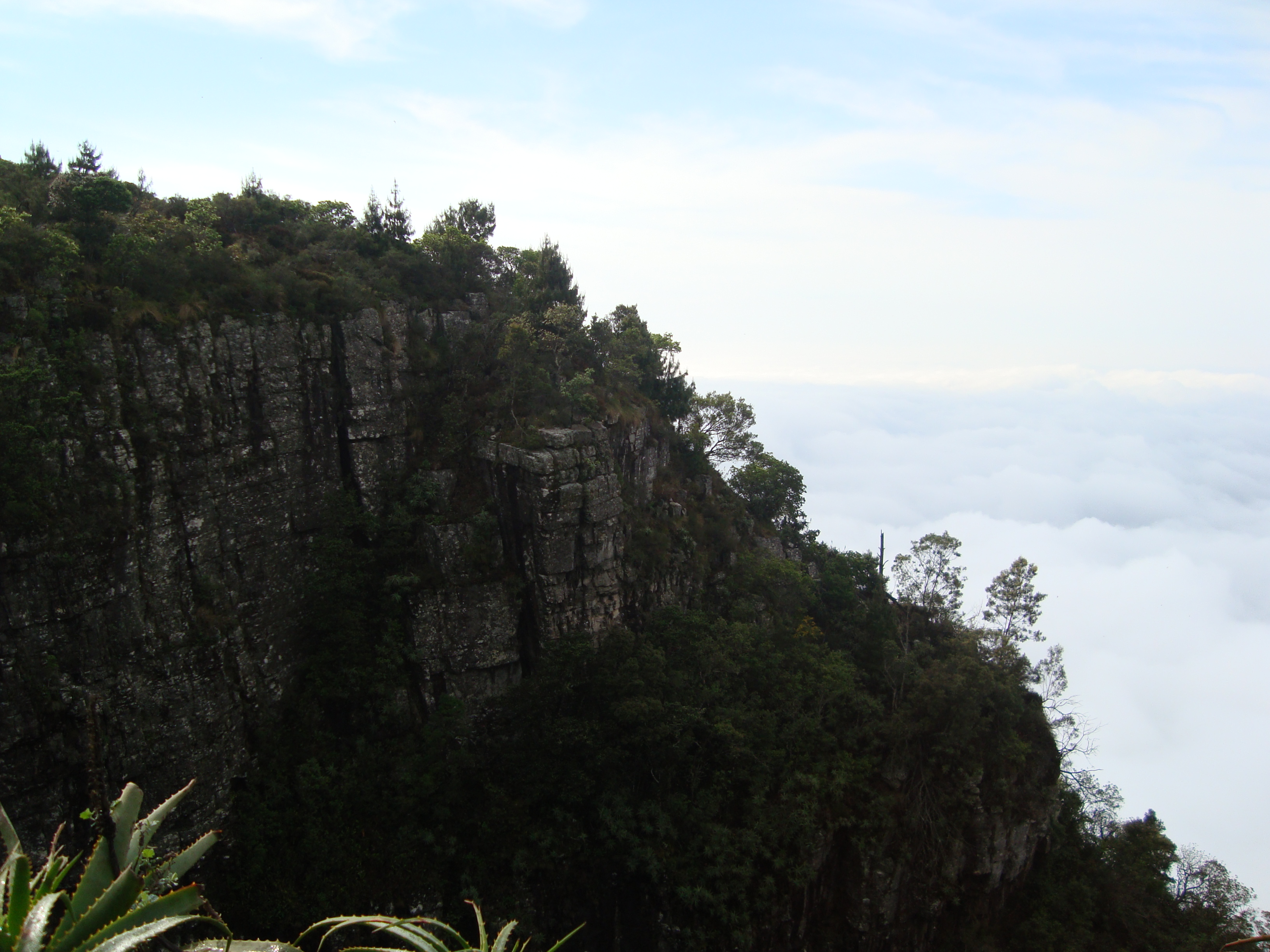
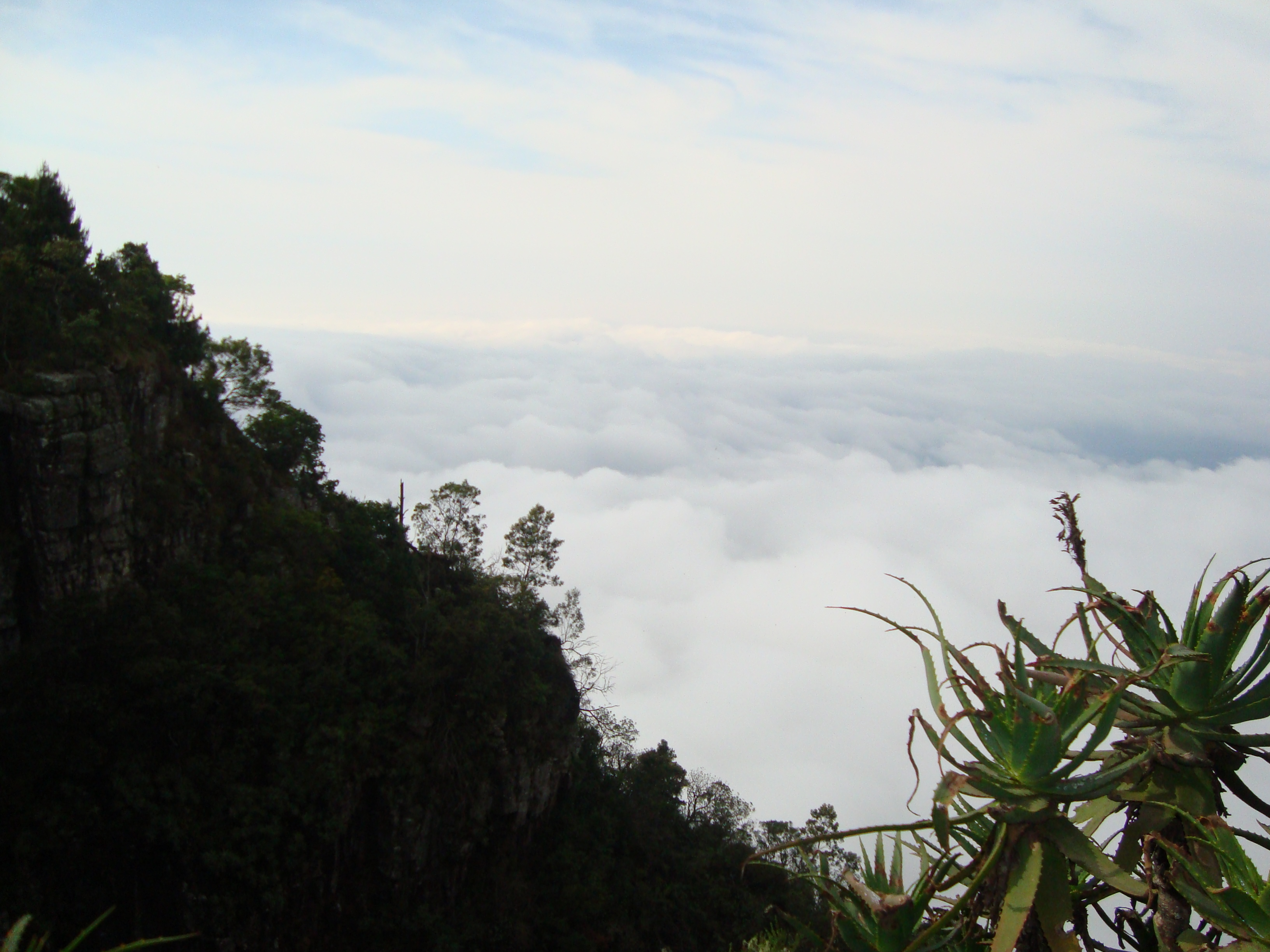